# غليتشيرشام
غليتشيرشام (بالإنجليزية: Gletscherchamm)‏ هو أحد جبال سلسلة جبال الألب سيلفريتا وجزء من القمة الأم بيز بوين يقع في كانتون غراوبوندن، سويسرا. يبلغ ارتفاع الجبل حوالي 3173 متر، بينما يبلغ ارتفاع نتوء الجبل 182 متر.